# Trevor Daniel
Trevor Daniel (* 24. September 1994 in Houston, Texas; eigentlich Trevor Daniel Neill) ist ein US-amerikanischer Singer-Songwriter. Bekannt ist er für seinen Hit Falling, der Ende 2019 und Anfang 2020 international erfolgreich war.

## Biografie
Trevor Daniel Neill war in seiner Jugend als Sportler aktiv, bevor er sich der Musik zuwandte. Im Internet eignete er sich Produktionskenntnisse an und veröffentlichte seine Songs bei SoundCloud. 2015 hatte er einen ersten Erfolg mit Fool, mit weiteren Liedern wie Pretend und Mirror baute er mit der Zeit eine Anhängerschaft auf, die ihm bis zu 1 Million Abrufen brachte.
Der Durchbruch kam mit der EP Homesick und dem Track Falling. Er stellte sie 2018 online und ganz langsam entwickelte sich das Lied zu einem viralen Hit. Ein Jahr später stieg die EP in die US-Albumcharts ein. Vom Lied gab es Remixe von Blackbear und Summer Walker, die Zugriffe stiegen über 70 Millionen und im November folgte die offizielle Singleveröffentlichung und der Charteinstieg nicht nur in USA, sondern auch in Europa und Australien. In zahlreichen Ländern kam es in die Top 20 und erhielt Gold- und Platinauszeichnungen, in USA sogar Doppelplatin. Darüber hinaus erreichte Falling im Jahr 2020 Platz 22 der US-amerikanischen Jahrescharts.
Im März 2020 veröffentlichte Daniel sein Debütalbum Nicotine, das ebenfalls in die Charts kam, aber nur in den USA und Kanada. Auch sein zweiter Charthit Past Life aus demselben Album war vor allem in Nordamerika erfolgreich, insbesondere auch in den Remix-Versionen mit Selena Gomez und Lil Mosey.

## Diskografie

### Studioalben
| Jahr | Titel Musiklabel                            | Höchstplatzierung, Gesamtwochen, AuszeichnungChartsChartplatzierungen (Jahr, Titel, Musiklabel, Platzierungen, Wochen, Auszeichnungen, Anmerkungen) | Anmerkungen                         |
| Jahr | Titel Musiklabel                            | US | Anmerkungen                         |
| ---- | ------------------------------------------- | --- | ----------------------------------- |
| 2020 | Nicotine Alamo Records • Interscope Records | US79 (9 Wo.)US | Erstveröffentlichung: 26. März 2020 |

### EPs
| Jahr | Titel Musiklabel                                                     | Höchstplatzierung, Gesamtwochen, AuszeichnungChartsChartplatzierungen (Jahr, Titel, Musiklabel, Platzierungen, Wochen, Auszeichnungen, Anmerkungen) | Anmerkungen                            |
| Jahr | Titel Musiklabel                                                     | US | Anmerkungen                            |
| ---- | -------------------------------------------------------------------- | --- | -------------------------------------- |
| 2018 | Homesick Alamo Records • Interscope Records • Internet Money Records | US64 (26 Wo.)US | Erstveröffentlichung: 11. Oktober 2018 |

Weitere EPs
- 2019: Restless
- 2021: That Was Then

### Singles
| Jahr | Titel Album        | Höchstplatzierung, Gesamtwochen, AuszeichnungChartplatzierungen (Jahr, Titel, Album, Platzierungen, Wochen, Auszeichnungen, Anmerkungen) | Höchstplatzierung, Gesamtwochen, AuszeichnungChartplatzierungen (Jahr, Titel, Album, Platzierungen, Wochen, Auszeichnungen, Anmerkungen) | Höchstplatzierung, Gesamtwochen, AuszeichnungChartplatzierungen (Jahr, Titel, Album, Platzierungen, Wochen, Auszeichnungen, Anmerkungen) | Höchstplatzierung, Gesamtwochen, AuszeichnungChartplatzierungen (Jahr, Titel, Album, Platzierungen, Wochen, Auszeichnungen, Anmerkungen) | Höchstplatzierung, Gesamtwochen, AuszeichnungChartplatzierungen (Jahr, Titel, Album, Platzierungen, Wochen, Auszeichnungen, Anmerkungen) | Anmerkungen                                                               |
| Jahr | Titel Album        | DE | AT | CH | UK | US | Anmerkungen                                                               |
| ---- | ------------------ | --- | --- | --- | --- | --- | ------------------------------------------------------------------------- |
| 2018 | Falling Homesick   | DE13 Platin · (24 Wo.)DE | AT7 (30 Wo.)AT | CH11 (32 Wo.)CH | UK14 Platin · (19 Wo.)UK | US17 ×4Vierfachplatin · (38 Wo.)US | Erstveröffentlichung: 5. Oktober 2018 Verkäufe: + 6.050.000               |
| 2020 | Past Life Nicotine | — | — | — | — | US77 Gold · (5 Wo.)US | Erstveröffentlichung: 26. Juni 2020 Verkäufe: + 600.000; mit Selena Gomez |

Weitere Singles
- 2015: Fool
- 2017: Youth
- 2017: Pretend
- 2018: With You
- 2018: Mirror
- 2018: Face It
- 2018: Wake Up
- 2018: Drive
- 2019: Trouble
- 2019: Paranoid
- 2019: Never
- 2019: Forgot
- 2020: Kill Me Better (mit Don Diablo und Imanbek)
- 2021: Fingers Crossed (mit Julia Michaels)
- 2021: Alone
- 2021: Dadada
- 2022: Extremes (mit Alan Walker)
- 2022: Cold Blood (mit Silverstein)

## Auszeichnungen für Musikverkäufe
| Goldene Schallplatte - Brasilien - 2024: für die Single Past Life - Neuseeland - 2024: für das Album Nicotine Platin-Schallplatte - Belgien - 2020: für die Single Falling - Dänemark - 2021: für die Single Falling - Frankreich - 2020: für die Single Falling - Griechenland - 2021: für die Single Falling - Italien - 2020: für die Single Falling - Kanada - 2022: für die Single Past Life - Spanien - 2024: für die Single Falling | 2× Platin-Schallplatte - Australien - 2020: für die Single Falling - Polen - 2021: für die Single Falling 3× Platin-Schallplatte - Neuseeland - 2023: für die Single Falling 2× Diamantene Schallplatte - Brasilien - 2024: für die Single Falling |

Anmerkung: Auszeichnungen in Ländern aus den Charttabellen bzw. Chartboxen sind in ebendiesen zu finden.
| Land/RegionAuszeichnungen für Musikverkäufe (Land/Region, Auszeichnungen, Verkäufe, Quellen) | Gold     | Platin       | Diamant     | Verkäufe  | Quellen              |
| -------------------------------------------------------------------------------------------- | -------- | ------------ | ----------- | --------- | -------------------- |
| Australien (ARIA)                                                                            | —        | 2× Platin2   | —           | 140.000   | aria.com.au          |
| Belgien (BRMA)                                                                               | —        | Platin1      | —           | 40.000    | ultratop.be          |
| Brasilien (PMB)                                                                              | Gold1    | —            | 2× Diamant2 | 340.000   | pro-musicabr.org.br  |
| Dänemark (IFPI)                                                                              | —        | Platin1      | —           | 90.000    | ifpi.dk              |
| Deutschland (BVMI)                                                                           | —        | Platin1      | —           | 400.000   | musikindustrie.de    |
| Frankreich (SNEP)                                                                            | —        | Platin1      | —           | 200.000   | snepmusique.com      |
| Griechenland (IFPI)                                                                          | —        | Platin1      | —           | 20.000    | Einzelnachweise      |
| Italien (FIMI)                                                                               | —        | Platin1      | —           | 70.000    | fimi.it              |
| Kanada (MC)                                                                                  | —        | Platin1      | —           | 80.000    | musiccanada.com      |
| Neuseeland (RMNZ)                                                                            | Gold1    | 3× Platin3   | —           | 97.500    | radioscope.co.nz NZ2 |
| Polen (ZPAV)                                                                                 | —        | 2× Platin2   | —           | 100.000   | olis.pl              |
| Spanien (Promusicae)                                                                         | —        | Platin1      | —           | 60.000    | elportaldemusica.es  |
| Vereinigte Staaten (RIAA)                                                                    | Gold1    | 4× Platin4   | —           | 4.500.000 | riaa.com             |
| Vereinigtes Königreich (BPI)                                                                 | —        | Platin1      | —           | 600.000   | bpi.co.uk            |
| Insgesamt                                                                                    | 3× Gold3 | 20× Platin20 | 2× Diamant2 |           |                      |